# 溴乙酸
溴乙酸，化学式为CH2BrCO2H，无色固体，是一个相对较强的烷基化试剂。溴乙酸及其酯是广泛运用的有机合成底物，例如在药物化学方面。
溴化氢的折射率为1.4804 (50 °C, D).

## 制备
通过乙酸发生溴化制备。
{\displaystyle {\rm {CH_{3}CO_{2}H+Br_{2}\rightarrow CH_{2}BrCO_{2}H+HBr\,}}}